# Врлика
Врлика (хорв. Vrlika) — небольшой город и муниципалитет в Хорватии, Далмация. Население города — 959 человек, муниципалитета — 2705 (91,94 % хорваты, 4,04 % сербы, 4,02 % остальные). Врлика получила статус города в 1997 году.

## Расположение
Врлика находится в регионе Цетинска Крайна в Сплитско-Далматинской жупании. Это в 40 км к северо-западу от города Синь по государственной трассе D1 между городами Синь и Книн, также региональная трасса соединяет Врлику с Дрнишем.

## История
Древнейшие доказательства жизни человека в этом регионе относятся к 30 000 годам до н. э. В бронзовом веке территорию муниципалитета Врлика между 1900—1600 до н. э. населяла так называемая культура Цетина. К этому времени причисляются найденные здесь старые захоронения бронзового века, меч и другие более мелкие вещи. Количество найденного позволяет сделать вывод о густонаселённости данной территории. До прихода римлян данную местность населяло иллирийское племя далматов. После многочисленных войн, общей длительностью около 250 лет, в 9 году н. э. окрестная территория была полностью завоёвана и подчинена Риму.

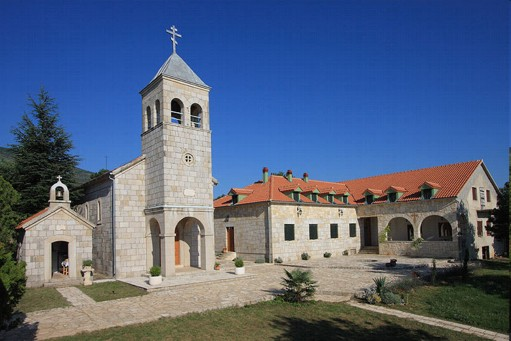
Монастырь Драгович

История самого города Врлика начинается в VII веке, когда сюда прибыли хорваты и основали деревню в истоке реки Цетина. В IX веке, во время правления князя Бранимира, недалеко от Врлики была построена Церковь Святого Спасителя (хорв. Crkva Sv. Spasa). Впервые в письменных источниках Врлика встречается в 1069 году, как поселение в Цетинской жупании.
В средние века Врлика, как и большая часть Балкан, была оккупирована Османской империей. Население было вынуждено либо принять ислам, либо покинуть родные места. В результате многие люди из Врлики перебирались на остров Олиб в Адриатическом море.
В 1648 году венецианский полководец (харамбаша) Вук Мандушич (Vuk Mandušić / Вук Мандушић) на короткое время выбил турок из Врлики. В 1688 году город был окончательно освобождён от турецкой власти Венецией в результате Морейской войны. Местное восстание против Османской империи возглавил хорватский священник отец Иосип Богич. Во времена французского правления (1805—1814) Врлика стала частью района Шибеник. Франц Иосиф I посетил Врлику в 1875 году и записал впечатления о городе в личный дневник.

## Климат
Средняя годовая температура составляет 11,65 °C. Среднегодовое количество осадков — 953 мм.

## Известные уроженцы
- Милан Бегович (1876—1948) — австрийский и югославский хорватский писатель и драматург.
- Филипп Грабовац (1697—1749) — хорватский священник и писатель. Просветитель.
- Владислав Лабош (1855—1924) — русинский церковный и общественный деятель, переводчик.

## Население
| 1857 | 1869 | 1880 | 1890 | 1900 | 1910 | 1921 | 1931  | 1948 | 1953 | 1961 | 1971 | 1982 | 1991 | 2001 | 2011 |
| ---- | ---- | ---- | ---- | ---- | ---- | ---- | ----- | ---- | ---- | ---- | ---- | ---- | ---- | ---- | ---- |
| 5920 | 6226 | 6311 | 7545 | 8727 | 9529 | 9819 | 10382 | 681  | 8854 | 7366 | 836  | 6262 | 5621 | 2705 | 2117 |